# Opacifrons dupliciseta
Opacifrons dupliciseta är en tvåvingeart som först beskrevs av Oswald Duda 1925.  Opacifrons dupliciseta ingår i släktet Opacifrons och familjen hoppflugor.
Artens utbredningsområde är Taiwan. Inga underarter finns listade i Catalogue of Life.